# De kwakstralen
De kwakstralen is het achtenvijftigste stripverhaal uit de reeks van Suske en Wiske. Het is geschreven door Willy Vandersteen en gepubliceerd in De Standaard en Het Nieuwsblad van 14 juli 1962 tot en met 20 november 1962.
De eerste albumuitgave was in 1963, in de Vlaamse tweekleurenreeks met nummer 47. In 1969 verscheen het verhaal in de Vierkleurenreeks met albumnummer 99. In 1998 kwam het in zijn geheel oorspronkelijke vorm nog eens uit in Suske en Wiske Klassiek.

## Locaties
- vliegveld Antwerpen, Madurodam.

## Personages
- Suske, Wiske met Schanulleke, tante Sidonia, Lambik, Jerom, mijnheer Albert (van de speelgoedwinkel), Gladde en andere boeven, G.Ouden en K.Alf, Pamora, Mamora en de Bébamoras (wezentjes van de planeet Kwakurnus).

## Het verhaal
Op de radio is een bericht van agentschap T. Ruter te horen over een vliegend voorwerp dat boven de kusten is gezien. Lambik doet dit af als kletspraat en gaat met de vrienden naar een speelgoedwinkel om een nieuw radiografisch bestuurbaar vliegtuigje te kopen voor Suske en Wiske. Ze horen het breken van het winkelraam, maar dit blijkt niet stuk te zijn.
Suske krijgt een vliegtuigje van Lambik, maar dat vliegt ’s nachts weg door het dichte raam. Wanneer de anderen boven komen, blijkt het raam niet stuk te zijn. Lambik gelooft het verhaal niet, maar neemt Suske en Wiske de volgende dag mee naar de Royal Antwerp Aviation Club om hen te troosten voor het verdwenen vliegtuigje.
Jerom landt op het vliegveld en vertelt de mensen over metalen bollen die hij op zijn vlucht heeft gezien, maar Lambik is al met de kinderen op weg naar het huis van tante Sidonia. Op de terugweg krijgen ze motorpech en landen. Dan zien Suske en Wiske het vliegtuigje en volgen het, als ze opnieuw motorpech krijgen redt het vliegtuigje hen. Lambik gelooft het verhaal niet en is boos omdat de kinderen weggevlogen zijn. Ze gaan naar het vliegtuig waar een man veel interesse toont in het verhaal van Jerom. Lambik en Jerom zien een taxichauffeur en een verkoper van tweedehands auto’s opbiechten dat ze hun klanten bedonderen.
Suske en Wiske maken een foto van de tros in een bunker en zien kleine wezentjes. Tante Sidonia, Lambik en Jerom zijn in Holland. Ze geloven het verhaal niet, maar het telefoongesprek is afgeluisterd en ’s nachts worden de foto’s gestolen. Suske en Wiske zien een Vlaming opbiechten dat hij alleen Frans spreekt en een sergeant vraagt vergeving aan een soldaat. Ze vinden het vliegtuigje dat is neergeschoten en redden Pamora, een wezentje van de planeet Kwakurnus. Hij vertelt dat hij met zijn gezin de mensen wilde verlossen van hun nare eigenschappen. Bébamora 11 en 18 gaan ’s nachts de bunker uit en verraden daarmee hun schuilplaats.
Suske en Wiske repareren het vliegtuigje, maar als Pamora bij de bunker komt wordt die opgeblazen door de boeven. G.Ouden en K.Alf willen de kwakstraal bemachtigen. Als Sidonia, Lambik en Jerom weer thuiskomen, treffen ze Pamora ziek van verdriet aan en verzorgen hem. Ze kijken ook naar dia’s van de vakantie in Holland; ze zien Amsterdam met het huis van Rembrandt van Rijn en Madurodam. Dan ziet Pamora het vliegtuigje van zijn vrouw op de Madurodam-miniatuurversie van Luchthaven Schiphol. Lambik brengt Suske en Wiske erheen. Op hun vlucht maken ze het vliegtuig van de boeven onklaar, en ze sturen Mamora naar Pamora. Als Mamora aankomt, blijkt Sidonia te zijn overvallen. Pamora is samen met zijn vliegtuigje ontvoerd.
Pamora is op het kantoor van G.Ouden en K.Alf en maakt een van de mannen tot een goed mens met behulp van zijn kwakstraal. De ander weet te ontsnappen als Lambik en Jerom aankomen. Ze horen dat Madurodam is ondermijnd en dat Suske en Wiske en de Bémoras zullen ontploffen om middernacht. Lambik vliegt samen met Jerom naar Madurodam. Jerom weet de bom onschadelijk te maken, Madurodam en de kinderen zijn gered. De wezentjes willen terug naar hun eigen planeet, waar iedereen goed voor elkaar is en rijkdom niet belangrijk is. Het is helaas onmogelijk om alle mensen te bestralen, zodat dit op aarde ook zo wordt. De tros stijgt weer op en vertrekt. De vrienden vliegen terug naar huis.

## Achtergronden bij het verhaal
- In het verhaal wordt verwezen naar de interland België-Nederland.
- G. Ouden en K. Alf zijn een woordspeling op Gouden Kalf.
- Het album ontstond rond de tijd van de Vlaamse Mars op Brussel, op het hoogtepunt van de Taalstrijd in België. De taalstrijd ging de flamingant Willy Vandersteen zeer aan; zodoende is De kwakstralen een van de meest politieke Suske en Wiskeverhalen. Vandersteen laat Wiske zeggen dat de franskiljons zaagsel in hun hoofd hebben, en een ambtenaar roept onder invloed van de kwakstralen op zich te laten stenigen omdat hij Vlamingen in het Frans aanspreekt.